# Pungești
Pungești è un comune della Romania di 3 472 abitanti, ubicato nel distretto di Vaslui, nella regione storica della Moldavia. 
Il comune è formato dall'unione di 9 villaggi: Armășoaia, Cursești-Deal, Cursești-Vale, Hordila, Pungești, Rapșa, Siliștea, Stejaru, Toporăști.